# Fast & Furious 6
Fast & Furious 6 (bra: Velozes e Furiosos 6; prt: Velocidade Furiosa 6), também conhecido como Furious 6, é um filme nipo-estadunidense de 2013, dos gêneros ação, aventura e policial, dirigido por Justin Lin e escrito por Chris Morgan. Trata-se do sexto título da franquia The Fast and the Furious (sendo a sequência de Fast Five, de 2011) tendo no elenco Vin Diesel, Paul Walker, Michelle Rodriguez, Jordana Brewster e Dwayne Johnson. Fast & Furious 6 seguiu um estilo semelhante do seu antecessor, que deixou de lado o foco das corridas ilegais de rua, ajudando a franquia a se tornar uma série de filmes de assalto.
O filme entrou em estágio de desenvolvimento em fevereiro de 2010. A pré-produção começou em abril de 2011, com a fotografia principal tendo início em Londres, Inglaterra, em julho de 2012. Outras locações para as filmagens também incluíram as Ilhas Canárias, na Escócia, e Los Angeles.
Furious 6 teve sua premiere no Empire, Leicester Square no Reino Unido em 17 de maio de 2013, chegando em Portugal no 23 de maio de 2013, seguido por um lançamento internacional no dia seguinte. Arrecadou mais de US$ 788 milhões mundialmente, tornando-se a septuagésima terceira maior bilheteria de todos tempos, além de ser a sexta maior bilheteria de 2013. Considerando apenas a receita doméstica (Estados Unidos e Canadá), o filme ocupou a nona posição. O filme recebeu críticas geralmente positivas da crítica, com elogios à direção de Lin, atuações do elenco e sequências de ação. Sua sequência, Furious 7, estreou em abril de 2015, contando com a última participação de Paul Walker.

## Enredo
Após seu assalto bem-sucedido no Brasil (conforme retratado no filme anterior), Dominic Toretto e sua equipe criminosa profissional fugiram pelo mundo e vivem pacificamente: Dom mora com Elena Neves; sua irmã Mia mora com Brian O'Conner e seu filho, Jack; Gisele Yashar e Han Lue estão juntos; e Roman Pearce e Tej Parker desfrutam suas vidas no luxo. Enquanto isso, os agentes do DSS Luke Hobbs e Riley Hicks investigam a destruição de um comboio militar russo por uma gangue de mercenários liderados pelo ex-major britânico do Serviço Aéreo Especial Owen Shaw. Hobbs localiza Dom e o convence a ajudar a capturar Owen, mostrando-lhe uma foto de sua esposa supostamente assassinada, Letty Ortiz, que está trabalhando com Owen e sua equipe. Dom e sua equipe aceitam a missão em troca de um perdão judicial de seus crimes anteriores.
Em Londres, o esconderijo de Owen é encontrado, mas revela-se uma distração, enquanto a equipe de Owen realiza um assalto em um prédio da Interpol. Owen foge em um carro personalizado, detonando seu esconderijo e incapacitando a maior parte da polícia, deixando Dom, Brian, Tej, Roman, Han, Gisele, Hobbs e Riley para persegui-lo. Letty chega para ajudar Owen, atirando em Dom sem hesitar antes de escapar. De volta à sede, Hobbs diz à equipe de Dom que Owen está roubando componentes para criar um dispositivo "Nightshade" que pode desligar toda a energia do planeta, com a intenção de vendê-lo ao maior lance. Enquanto isso, a investigação de Owen sobre a equipe de Dom revela o antigo relacionamento de Letty com Dom, mas ela afirma estar sofrendo de amnésia e que não se lembra de nada. A equipe de Dom descobre que Owen está ligado a Arturo Braga, um traficante que Dom e Brian prenderam (conforme mostrado em Fast & Furious). Enquanto Tej compra vários carros em um leilão para a missão, Brian retorna a Los Angeles como prisioneiro para questionar Braga, que revela que Owen o ajudou a construir seu cartel de drogas e que Letty sobreviveu à explosão que supostamente a teria matado anos antes; Owen a acolheu depois de perceber sua amnésia.
Com a ajuda do FBI, Brian é libertado da prisão, reagrupando-se com a equipe em Londres. Dom desafia Letty em uma competição de corrida de rua; depois, ele a devolve o seu colar com a cruz, mas posteriormente ela opta por entrega-lo a Owen. Depois que Letty vai embora, Owen chega e oferece a Dom uma chance de desistir de sua missão, ameaçando machucar sua família, mas Dom se recusa. Tej rastreia o próximo ataque de Owen a uma base espanhola da OTAN. A gangue de Owen ataca um comboio militar rodoviário carregando um chip de computador para completar o "Nightshade". A equipe de Dom interfere enquanto Owen, acompanhado por Letty, comanda um tanque. Brian e Roman veem o tanque e o intercepta antes que ele cause mais danos, resultando em Letty sendo jogada para fora do veículo enquanto Dom a salva. Owen e sua gangue são capturados, mas revelam que Mia foi sequestrada pelos capangas de Owen, Vegh e Klaus. Hobbs é forçado a libertar Owen, e Riley, que se revela ser a cúmplice secreta de Owen, vai embora com ele; Letty opta por permanecer com Dom.
O grupo de Owen embarca em um Antonov An-124 em movimento enquanto a equipe de Dom o persegue. Dom, Letty e Brian embarcam na nave; Brian resgata Mia e foge. O avião tenta decolar, mas é impedido pelo excesso de peso pelo fato da equipe de Dom ter amarrado o avião aos seus veículos através de cabos de aço. Gisele aparentemente se sacrifica para salvar Han do capanga de Owen, Adolfson, que estava prestes a golpeá-lo por trás durante uma luta. Letty mata Riley e foge com Hobbs para um lugar seguro, mas Dom persegue Owen, que ainda está com o chip do computador. Quando o avião cai, Owen é jogado para fora e fica gravemente ferido, e Dom tira um Dodge Charger do avião, que explode. Dom se reúne com sua equipe e dá o chip a Hobbs para que este garanta seu perdão judicial. Dom e sua equipe voltam para a antiga casa de sua família em Los Angeles. Hobbs e Elena, agora trabalhando juntos, chegam para confirmar a anistia da equipe; Elena aceita que Dom ama Letty enquanto o grupo se prepara para dar graças antes do almoço da família.
Em uma cena no meio dos créditos, Han está envolvido em uma perseguição de carro em Tóquio quando de repente é atingido por um Mercedes-Benz W140 que se aproxima. O motorista vai embora após deixar o colar com cruz de Letty no acidente e liga para Dom, dizendo: "Você não me conhece, mas está prestes a conhecer", enquanto o carro de Han explode.

## Elenco
| Ator / Atriz       | Personagem                   |
| ------------------ | ---------------------------- |
| Vin Diesel         | Dominic Toretto              |
| Paul Walker        | Brian O'Conner               |
| Dwayne Johnson     | Luke Hobbs                   |
| Michelle Rodriguez | Letty Ortiz                  |
| Luke Evans         | Owen Shaw                    |
| Tyrese Gibson      | Roman Pearce                 |
| Ludacris           | Tej Parker                   |
| Gina Carano        | Riley Hicks                  |
| Sung Kang          | Han Lue                      |
| Gal Gadot          | Gisele                       |
| Jordana Brewster   | Mia Toretto                  |
| Elsa Pataky        | Elena                        |
| Kim Kold           | Klaus                        |
| Joe Taslim         | Tah                          |
| Matthew Stirling   | Oakes                        |
| David Ajala        | Ivory                        |
| Thure Lindhardt    | Firuz                        |
| Shea Wigham        | Agente Ben Stasiak           |
| John Ortiz         | Braga / Campos               |
| Andy Pointon       | Terry                        |
| Victor Gardener    | Roelfs, Comandante da NATO   |
| Jason Statham      | Deckard Shaw (Não-creditado) |
| Jason Thorpe       | Organizador Esnobe do Leilão |
| Huggy Leaver       | Dono da Loja de Penhor       |
| Alexander Vegh     | Analista Forense             |
| Magda Rodriguez    | Secretária                   |
| Rita Ora           | Garota da Corrida            |

## Produção

### Desenvolvimento
Em fevereiro de 2010, Diesel confirmou que a produção de Fast Five estava começando e também anunciou que a sexta sequência estava sendo planejada. Em janeiro de 2011, o produtor Neal H. Moritz disse mais:
Na minha mente e na do Vin Diesel já sabemos o que vai ser o sexto filme, já temos falado sobre isso. Vin e eu tivemos inúmeras conversas sobre o que ele pode ser. E estamos começando a falar sério sobre ele agora. Nós acabamos o filme 4 ou 5 semanas atrás e apenas precisávamos de um descanso, e agora vamos começar a focar nisso.
Em abril de 2011, foi confirmado que Chris Morgan já tinha começado a trabalhar em um roteiro para o filme a mando da Universal Studios. Foi também confirmado que a Universal pretende transformar a série de corridas de rua de ação em uma série de filmes de assalto com perseguições de carro. E essa intenção foi comparado com The Italian Job, lançado em 1969 e The French Connection de 1971. O presidente da Universal disse:
A questão, de reunir Fast Five e Fast Six para nós era: poder transformar uma cultura de carros em uma franquia verdadeira com muita ação e roubos, com o espírito daqueles filmes com grandes assaltos feitos há 10 ou 15 anos.
Fogelson disse que o aspecto corridas colocou um "teto" sobre o número de pessoas dispostas a ver esse tipo de filmes da série, e que, transformando-o em uma série onde a capacidade de condução automóvel é apenas um aspecto do filme, é uma ideia que espera aumentar o público da série. Sobre Dwayne Johnson, Fogelson acrescentou: "Johnson também quer aparecer e ser parte integrante da ação em Fast Six.
Em 24 de junho de 2011, a Universal Pictures anunciou que sequência estaria programada para ser lançada em 24 de maio de 2013. Moritz e Diesel também foram anunciados que retornariam como produtores, e Lin retornaria dirigindo o longa-metragem. Em 21 de outubro de 2011, o jornal Los Angeles Times informou que a Universal estava considerando filmar duas sequências — Fast Six e Fast Seven — com uma única história que atravessa os dois filmes, ambos escritos por Morgan e dirigida por Lin. Em 20 de dezembro de 2011, Diesel confirmou que Fast Six seria dividido em duas partes, com a escrita para os dois filmes que ocorrem simultaneamente. Sobre a decisão, Diesel disse:
Nós temos que compensar esta história, temos que atender a todos os relacionamentos dos personagens, e quando começamos a mapear tudo vimos que passava além de 110 páginas.” Vin Diesel explicou que o estúdio não aceitou colocar tudo num único filme e portanto dividiu-se em duas partes.
Em 15 de fevereiro de 2012, Johnson confirmou que Fast Six começariam as filmagens em maio de 2012, com alguns membros da produção tomando lugar no Reino Unido e Alemanha. Johnson afirmou que as duas sequências destinadas não mais seriam filmada simultaneamente por questões de tempo e locais de filmagem, e que a produção de Fast Seven só começaria após a conclusão de Fast Six.

### Sobre o elenco
Tyrese Gibson que interpreta Roman Pearce, revelou em uma entrevista em outubro de 2011, que não queria ver seu personagem com pouco destaque durante o sexto filme da franquia. "Quero que meu personagem seja mais do que um coadjuvante, quero vê-lo tomando algumas das decisões do filme, seja sobre as missões ou sobre as coisas que irão fazer. Ao invés de receber ordens jogadas em minha direção, gostaria de assumir o comando e decidir o que iremos fazer", disse Gibson. Porém, o retorno de seu personagem, só veio a ser confirmado em maio de 2012, via Twitter.
Em 23 de abril de 2012, foi anunciado que Gina Carano, lutadora de artes marciais mistas estava em negociações para interpretar um membro da equipe de Hobbs. Em 1º de maio de 2012, Michelle Rodriguez foi confirmada para reprisar seu papel como Letty Ortiz,[carece de fontes?] e foi anunciado que o ator galês Luke Evans tinha sido oferecido em um papel como um vilão. Evans foi confirmado para se juntar ao elenco em maio de 2012, retratando o líder de uma gangue de assalto a competir com a tripulação de Diesel e Paul Walker sobre o "trabalho', com disputas para fazer o mesmo assalto. Junto de Evans, Rihanna também veio a ser confirmada, segundo informou o jornal The Sun, os roteiristas teriam ficado "impressionados" com a participação da cantora em Battleship. Em 27 de julho de 2012, Joe Taslim foi confirmado para estrelar como o vilão Jah.[carece de fontes?]
No final de julho de 2012, a modelo Clara Paget, que atuou anteriormente em Johnny English Reborn e One Day, foi confirmada no elenco de Fast & Furious 6. Sua personagem, Vegh, foi descrita como "uma mulher com os dedos rápidos no gatilho".

### Filmagens
As filmagens começaram em 30 de julho de 2012, em Londres, na Inglaterra. Lin não conseguiu obter permissão para filmar uma cena de ação na praça Piccadilly Circus envolvendo explosões. Em 11 de outubro de 2012, Paul Walker lesou uma de suas pernas, em Londres, exigindo que a produção do filme, filmasse outras cenas não envolvendo seu personagem, até sua recuperação. Uma cena envolvendo um acidente de avião começou a filmar na RAF Bovingdon, Hertfordshire em 30 de outubro de 2012 e estava prevista para terminar em 9 de novembro. F
A filmagem de uma cena de perseguição de carros, ocorreu em Dale Street, no centro da cidade de Liverpool, e o túnel de Queensway, na cidade vizinha de Birkenhead, entre 12-15 de novembro de 2012.
Filmagens também ocorream na Espanha, Canárias, incluindo a ilha de Tenerife. Algumas filmagens haviam sido destinadas a ter lugar em Marselha, na França, mas foram transferidas para as ilhas para aproveitarem um desconto maior do imposto (38%), que foi estimado para reduzir os custos de filmagem por US$ 20 milhões.
Cenas de perseguição de carros e dublês, começaram a ser filmadas em Glasgow, Escócia em 29 de agosto de 2012, e foram agendadas para concluir em 16 de setembro de 2012. Foi filmado inteiramente à noite e envolveu cerca de 250 funcionários, mas nenhum do elenco central da trama. Conjuntos foram construídos no local para as cenas, incluindo uma sala de exposições de carros de grande porte. Até 17 de dezembro de 2012, foi relatado que a filmagem havia sido concluída.

## Lançamento
A estreia de Fast & Furious 6 aconteceu no dia 7 de maio de 2013, no cinema Empire, Leicester Square, em Londres. O filme foi lançado comercialmente no Reino Unido em 17 de maio de 2013, com lançamento na América do Norte em 24 de maio. Embora o filme seja oficialmente intitulado Fast & Furious 6, após os créditos iniciais o nome do filme é exibido apenas como Furious 6.

### Mídia doméstica
Fast & Furious 6 foi lançado em DVD e Blu-ray primeiramente no Reino Unido em 16 de Setembro de 2013 e na Austrália em 3 de outubro de 2013. Em outros países, o filme teve seu lançamento em 10 de dezembro de 2013.

### Televisão
O canal americano FX comprou os direitos de exibição do filme para transmiti-lo em sua grade no ano corrente de 2015. No Brasil, a Rede Record adquiriu os direitos para a TV aberta e exibiu o filme de forma inédita em 20 de janeiro de 2016 dentro da sessão Super Tela.

## Recepção

### Comercial
O filme arrecadou US$ 239 milhões na América do Norte e US$ 550 milhões em outros lugares, totalizando US$ 789 milhões em todo o mundo. O Deadline Hollywood calculou o lucro líquido do filme em US$ 131,5 milhões, considerando todas as despesas e receitas, tornando-o o sexto lançamento mais lucrativo de 2013. Se tornou a sexta maior bilheteria mundial de 2013 e o quarto filme da Universal de maior bilheteria mundial na história. No fim de semana de 14 a 16 de junho de 2013, Fast & Furious 6 tornou-se o filme de maior bilheteria da franquia em todo o mundo, até ser superado por seu sucessor Furious 7.

### Recepção da crítica
No Rotten Tomatoes, Fast & Furious 6 detém um índice de aprovação de 71%, obtendo uma classificação média de 6,2/10, com base em 214 avaliações; o consenso crítico do site diz: "Com humor de alta octanagem e cenas de ação incríveis, Fast & Furious 6 se baseia na fórmula vencedora do blockbuster de Fast Five, se tornando um sucesso comercial e de crítica". No Metacritic, o filme tem uma pontuação média ponderada de 61 de 100, com base em 39 críticas, indicando "críticas geralmente favoráveis". O público entrevistado pelo CinemaScore deu ao filme uma nota média "A" em uma escala de "A+" a "F".
Fast & Furious 6 foi geralmente considerado uma mistura eficaz de cenas de ação absurdas e acrobacias escandalosas com um enredo e diálogos de personagens previsíveis, mas agradáveis. O comentarista de cinema do site IGN Jim Vejvoda declarou que o filme agrada a todos, cujos momentos divertidos superam as tentativas fracassadas de humor e diálogos involuntariamente cômicos. Outros críticos destacaram o elenco simpático, a ação absurda, a abordagem lúdica da trama, a capacidade de mergulhar o público nas perseguições em alta velocidade e no conflito entre as duas gangues opostas. O crítico Ben Rawson-Jones da Digital Spy disse que o filme misturou com sucesso o retrato do trabalho em equipe, o vínculo e o espírito familiar dos personagens centrais. Por outro lado, Chris Cabin da Slant Magazine disse que o filme era presunçoso, cínico e insubstancial, que apresentava um drama excessivamente sentimental e uma comédia forçada que mostrava de maneira inconsciente "o quão estúpido o filme é". Tim Robey, do jornal Daily Telegraph, rotulou o filme como estúpido, com um enredo aleatório e genérico, enquanto Derek Adams, da Time Out de Londres, disse que o filme apresentava diálogos pueris, performances estúpidas e réplicas cômicas planas. O IndieWire disse que o filme abandona lógicas realistas (comparando-o com The Avengers), o que o minou de qualquer tentativa de criar tensão.
Owen Williams, da revista Empire, observou que Fast & Furious 6 não tinha a mesma surpresa de Fast Five sem o antagonismo do personagem de Johnson, Hobbs, e sugeriu que o grande elenco de personagens que retornaram fez com que Owen Shaw, de Evans, fosse incapaz de causar uma boa impressão como um novo vilão. Cenas de diálogo e progressão de personagem foram criticadas como lentas, e ridiculamente ruins. O personagem Owen Shaw, de Evans, foi repetidamente apontado como uma adição refrescante e carismática ao elenco, embora outros descrevessem o mesmo como genérico e enfadonho.
A direção de Lin foi descrita como luxuosa e requintada, enquanto a cinematografia recebeu uma resposta mista. Scott Foundas, da Variety, apreciou a atenção dada à geografia espacial e às tomadas complicadas, únicas e contínuas que foram comparadas ao melhor dos filmes da franquia 007 e Missão Impossível, enquanto Rawson-Jones disse que as corridas noturnas em Londres fizeram uso excelente do ambiente nas filmagens. Todd McCarthy, do The Hollywood Reporter, considerou que as cenas de ação foram cortadas muito rápido, não forneceram uma sensação de velocidade para os veículos e foram atoladas por ângulos ruins e cenários noturnos que obscureceram a visão do público. Matthew Turner, do View London, considerou que faltava imaginação à ação, com os segmentos baseados em Londres representando pouco mais do que uma corrida geograficamente imprecisa por marcos históricos.

## Vídeo game

Capa de Fast & Furious: Showdown para PS3.

Um jogo eletrônico de corrida cooperativo, intitulado Fast & Furious: Showdown, foi lançado em 21 de maio de 2013. Desenvolvido pela Firebrand Games e publicado pela Activision para Microsoft Windows, PlayStation 3, Wii U, Xbox 360 e Nintendo 3DS, a história do jogo tem ligações com os eventos de Fast & Furious 6, bem como a história dos outros filmes da franquia. Um jogo para celular, Fast & Furious 6: The Game, foi desenvolvido pela Exploding Barrel Games e publicado pelo estúdio Kabam. Foi lançado em 16 de maio de 2013, para os dispositivos iPhone, iPod touch, iPad e Android. A história de Fast & Furious 6: The Game é paralela à do filme, permitindo aos jogadores correr e personalizar veículos ao lado dos personagens.